# Dynastická rasa
Dynastická rasa je označení užívané v egyptologii pro lid s vyspělou kulturou, který podle některých názorů přišel do Egypta na konci pravěku v Předdynastické době (snad někdy kolem roku 3400 př. n. l.), ovládl místní primitivnější obyvatelstvo a jako „civilizovaná aristokracie či panská rasa“ způsobil údajně náhlý kulturní vzestup Archaické doby. Východiskem této teorie, mezi jejíž nejvýznamnější zastánce patřili např. britští egyptologové William Flinders Petrie a Walter Bryan Emery, byly analogie mezi staroegyptskou kulturou před nástupem 1. dynastie a jinými soudobými kulturami (např. v Mezopotámii) a to, že kulturní změny, které se v těchto podobnostech ukazují, se zdály být pozoruhodně náhlé a bez opory v dosavadním domácím egyptském kulturním vývoji. S poukazem na nové archeologické objevy dokládající neolitizaci a svébytný vývoj severovýchodní Afriky v závěru pravěku, který vyvrcholil vznikem staroegyptského státu, je dnes ovšem teorie dynastické rasy naprostou většinou badatelů pokládána za překonanou.